# Angelika Markul
 (novembre 2023).
Il peut être nécessaire de l'améliorer pour respecter le principe de neutralité de point de vue. 

Angelika Markul, née le 15 décembre 1977, est une artiste franco-polonaise. Reconnue pour ses installations vidéos et son travail de sculptures, elle vit et travaille à Paris.

## Biographie
Elle est diplômée en 2003 de Beaux-Arts de Paris de Paris de l'atelier multimédia dirigé par Christian Boltanski. Angelika Markul est également titulaire du droit moral de Christian Boltanski, dont les prérogatives sont le droit de divulgation, le droit au respect de l’intégrité de ses œuvres et le droit à la paternité.
Elle a été lauréate du Prix Sam Art Projects (2012), Prix COAL Art et environnement (2016) et du Prix Maïf (2017).
Au début de sa carrière, son travail se fait remarquer par le soutien de grandes institutions françaises, avec les expositions I still believe in miracles au Musée d'Art moderne et contemporain de la Ville de Paris et J'en rêve à la Fondation Cartier en 2005. C'est à cette époque qu'elle démarre un travail plastique mêlant installation vidéo et sculptures en cire. Son travail a été exposé depuis dans de nombreuses institutions culturelles : centres d'art et musées à travers le monde, de Shanghai à Buenos Aires, en passant par Varsovie et New York.
Ces dernières années, son travail se concentre sur la relation entre la science et la fiction, pour produire à partir de ses installations vidéos un mythe, proche du genre de la science fiction. Elle se rend régulièrement sur des sites difficiles d'accès, considérés dangereux ou totalement abandonnés : la région de Tchernobyl, la ville de Fukushima, ou encore les grottes de Naïca au Mexique.
En 2013, Angelika Markul investit l’Orangerie du Domaine de Chamarande avec une création spécifique pour le lieu sous le commissariat de Lauranne Germond.
En 2014, elle présente son exposition personnelle Terre de départ au Palais de Tokyo, dont la commissaire est Daria de Beauvais, et qui marque un tournant dans sa carrière. Les intérêts qui traversent son travail sont le temps, la mémoire, l'homme et la nature. Elle y expose quatre installations vidéos Bambi à Tchernobyl (2014), Gorge du Diable (2013), Terre de Départ (2014) et 400 milliards de planètes (2014).
En 2018, elle présente son exposition Tierra Del Fuego au Musée de la Chasse et de la Nature sous le commissariat de Lauranne Germond et Claude d’Anthenaise. Elle y exposait une série d'œuvres autour de la disparition du peuple amérindien des Yagans mise en relation avec la disparition actuelle des glaciers. Ce projet s'inscrivait dans le prolongement de Mémoire des glaciers (2017), vidéo réalisée à El Calafate où elle avait filmé la fonte des glaciers de Perito Moreno. Elle collabore régulièrement avec des scientifiques, notamment Masaaki Kimura, géologue pour sa vidéo Zone Yonaguni (2016), réalisée au sud du Japon à la découverte d'un monument enseveli sous l'eau dont on ne connait l'origine exact ainsi qu'avec Steve Salisbury, archéologue pour sa vidéo Marella (2020) tournée aux abords de la ville de Broome en Australie, sur le plus grand site au monde répertorié à ce jour de traces de dinosaures.
En 2020, elle présente une nouvelle exposition personnelle Formule du temps au Centre international d'art et du paysage de Vassivière.
Bien qu'elle ne se revendique pas écologiste, son œuvre est régulièrement associée à une prise de conscience écologique et à la notion d'Anthropocène. En 2018, elle était invitée au Centre Pompidou pour le colloque Quelle transition écologique pour la culture ? animé par Jean Max Colard.
L'artiste est représentée par les galeries Leto (Varsovie), Albarrán-Bourdais (Madrid), Kewenig (Berlin) et ColAAb (Paris).
Angelika Markul est également titulaire du droit moral de Christian Boltanski, dont les prérogatives sont le droit de divulgation, le droit au respect de l’intégrité de ses œuvres et le droit à la paternité.

## Expositions

### Expositions individuelles
- 2008, La Clarté souterraine, Centrum Sztuki Współczesnej Zamek Ujazdowski (pl), Varsovie.
- 2009, Nów, Centrum Sztuki Współczesnej Znaki Czasu (pl), Toruń.
- 2010, Salon Noir, MAC/VAL, Musée d'Art contemporain du Val-de-Marne, Vitry-sur-Seine[12].
- 2012, Do not Forget, Galerie Foksal[13], Varsovie, Pologne, 2012
- 2013, The Unleashed Forces. Angelika Markul and Contemporary Demonism (Wyzwolone siły. Angelika Markul i współczesny demonizm), Muzeum Sztuki Łódź[14]
- 2013, Installation monumentale, Domaine de Chamarande, Chamarande[5].
- 2014, Terre de départ, Palais de Tokyo, Paris[15].
- 2016, What is lost is at the beginning, Ujadowski Castle Center for Contemporary Art, Varsovie, Pologne
- 2016, Excavations of the Future, Galerie Laurence Bernard, Genève, Suisse
- 2018, Tierra del Fuego, Galerie Leto, Varsovie, Pologne[16]
- 2018, If the hours were already counted, Sector 2337, Chicago, États-Unis[17]
- 2018, Tierra del Fuego, Muntref – Centro de Arte Contemporáneo, Buenos Aires, Argentine[14]
- 2018, Tierra de Origen, Galerie Albarán Bourdais, Madrid Espagne[18]
- 2018, Tierra del Fuego, Musée de la Chasse et de la Nature, Paris, France[8]
- 2020, La formule du temps, Centre International d'art et de paysage de l'île de Vassivière, Vassivière, France[19]
- 2021, Excavations of the future, Galerie Saint-Séverin, Paris, France[20]
- 2021, Deadly Charm of Snakes, Galerie Leto, Varsovie, Pologne[21]
- 2021, Tierra del Fuego, OP ENHEIM, Wroclaw, Pologne[22]
- 2021, Tierra del Fuego, Kunstverein Arnsberg, Arnsberg, Allemagne[23]
- 2021, Después, Galería Alabarrán Bourdais, Minorque, Espagne (avec Christiane Boltanski)[24]
- 2022, Who are you ? avec Tadeusz Kanton [duo show], Centrum Gietdowe, Varsovie, Pologne [25]
- 2022, Memory of Glaciers, Kewenig Gallery, Berlin, Allemagne [26]
- 2022, The Elemental, Fondation LAccolade, Palm Springs, Californie, Etats-Unis
- 2022, 7306 days, Kewenig Gallery, Berlin, Allemagne
- 2023, Prologue de l'exposition L'Univers sans l'Homme, Musée d'Art et d'Archéologie de Valence, France[27]
- 2023, O, Lie on Me, Galerie Leto, Varsovie, Pologne [28]

### Expositions collectives
- 2005, I still believe in miracles, Musée d’Art Moderne et Contemporain de la Ville de Paris, France[29]
- 2005, J’en rêve, Fondation Cartier, Paris, France[30]
- 2005, The Pantagruel Syndrome, Triennal Castello di RIVOLI, Musée d’art contemporain, Turin, Italie[31]
- 2007, La chaine-artists of France and Japan, BankART Studio NYK, Yokohama, Japon[32]
- 2009, Wolnosc od-zysku, Galerie National ZACHETA, Varsovie, Pologne[33]

## Prix
- Mention spéciale du Prix Altadis 2006-2007[34]
- Prix SAM pour l'art contemporain (2012)[35]
- Prix Coal, Art et Environnement (2016)[2]
- Prix MAIF 2017[36]